# Seča Reka
Seča Reka es un pueblo ubicado en la municipalidad de Kosjerić, en el distrito de Zlatibor, Serbia.

## Superficie
Posee una superficie de 29,47 kilómetros cuadrados.

## Demografía
Hasta 2011 la población era de 726 habitantes, con una densidad de población de 24,64 habitantes por kilómetro cuadrado.